# Жаби (п'єса)
«Жаби» (грец. Βάτραχοι) — п'єса давньогрецького поета і драматурга Арістофана, 405 до н. е. Ця комедія була поставлена Арістофаном під ім'ям Філоніда на Ленеях 405 до н. е. і удостоїлась першої нагороди. Друга нагорода дісталася комедіографу Фрініху за п'єсу «Музи», третя — Платону за комедію «Клеофонт». Успіх «Жаб» був настільки великий, що п'єса була незабаром поставлена вдруге, очевидно, на Великих Діонісіях цього ж року. Вона являє собою літературний памфлет у драматургічній формі, в якому Арістофан піддав оцінці творчість Есхіла й Евріпіда і висловився про роль мистецтва в суспільстві. Свою назву комедія дістала за хором жаб, які під час переправи Діоніса в пекло на човні Харона співають свої пісні з рефреном «брекекекекс, коакс, коакс».
Проте найповніше естетичне кредо Арістофана втілене в комедії "Жаби"(405 р. до н.е.)
«Жаби» — це означає, що хор в комедії одягнений жабами і пісні свої починає квакаючими рядками: «Брекекекекс, коакс, коакс! / Брекекекекс, коакс, коакс! / Болотяних вод діти
ми, / Затягнемо гімн, дружний хор, / Протяжний стогін, дзвінку нашу пісню«! 
Комедія «Жаби», - чудовий зразок античної літературної критики,втілений в драматичній формі, - монументальному мистецтві Есхіла протиставлена творчість Евріпіда, з якого Арістофан постійно глузував і в інших своїх комедіях.
Жаби ці — не прості: вони живуть і квакають не де-небудь, а в пекельній
річці Ахероне, через яку старий кудлатий човняр Харон перевозить покійників на той світ.
Чому в цій комедії знадобився той світ, Ахерон і жаби, на те є свої причини.

## Сюжет
Розпадається на дві частини. Перша зображує подорож Діоніса в царство мертвих. Бог трагічних змагань, стурбований порожнечею на трагічній сцені після недавньої смерті Евріпіда й Есхіла, відправляється до царства Аїда, щоб вивести звідти свого улюбленця Евріпіда. Ця частина комедії наповнена блазнівськими сценами й видовищними ефектами. Боягузливий Діоніс, запасшийся для небезпечної подорожі левиною шкірою Геракла і його раб потрапляють у різні комічні ситуації, зустрічаючись із фігурами, якими грецький фольклор населяли царство мертвих. Діоніс зі страху міняється ролями з рабом і щораз на шкоду собі. Своє найменування комедія одержала через хор жаб, які під час переправи Діоніса в підземний світ на човнику Харона співають свої пісні. 
Гімнам і глузуванням хору передує вступне мовлення проводиря - прототип комедійної парабаси. 
Змагання в "Жабах", що частково пародіює софістичні методи оцінки. Розбирається стиль обох суперників, їхні прологи. У першій частині розглядається основне питання про завдання поетичного мистецтва, про завдання трагедії.
Діоніс, засмучений майже одночасною смертю Софокла й Евріпіда і страшачись за майбутнє театру, відправляється в підземний світ, щоб повернути звідти Евріпіда. Переодягшись Гераклом, він спускається в Аїд і під спів жаб перепливає ріку Стікс. Тут з'являється хор посвячених у елевсинські містерії, що співає гімни на честь богів. У ряді коротких сцен самозваний Геракл зустрічає то привітний прийом, то відсіч з боку тих, хто пам'ятає попереднє зішесття Геракла в Аїд. Зрештою Діонісу доводиться розкрити, хто він такий, після чого він стає суддею у вже готовому початися спорі між Есхілом і Евріпідом за першість серед трагіків у підземному світі (Софокл зі скромності відмовляється від участі в змаганні). Суперники починають довгий агон (сцена суперечки), обговорюючи власні твори, критикуючи і пародіюючи один одного. Діоніс вирішує повернути до життя Есхіла, сподіваючись, що той врятує Афіни своїм мистецтвом і мудрими наставляннями.
У цьому творі, що стоїть окремо від інших, Арістофан виходить далеко за межі традиційної комедії. Тональність комедії, незважаючи на властивий їй гумор і невтримні веселощі, що прориваються часом, скоріше сумна, і сум цей — не тільки про померлих трагіків, а й про театр, що прийшов у занепад, і про самі Афіни, що були вже близькі до занепаду. Сцена змагання між поетами вибудована з відмінною майстерністю, а пісні присвячених глибоко торкають задушевністю і красою. Очевидно, Арістофан задумав проникнути в суть не тільки трагедії, а й комедії: виникає враження, що той і інший жанр зливаються воєдино у величному фіналі з його героїчним гекзаметром. У цій п'єсі древня комедія підійшла до свого завершення.
Творчість Арістофана завершує один із найблискучіших періодів в історії грецької культури. Він дає сильну, сміливу й правдиву, найчастіше глибоку сатиру на політичний і культурний стан Афін у період кризи демократії й наступаючого занепаду поліса. У його комедії відбиті найрізноманітніші шари суспільства: державні діячі й полководці, поети й філософи, селяни, міські обивателі й раби; карикатурні типові маски одержують характер чітких, узагальнюючих образів.